# مصطفى فروخ
مصطفى فروخ من أشهر الرسامين التشكيليين اللبنانيين في القرن العشرين، خلد الطبيعة اللبناية برسوماته. يعتبر مصطفى فروخ أحد رواد الفن اللبناني الحديث وأحد الأربع الكبار الذين خطوا الطريق للفنانين اللبنانيين اللاحقين.

## نبذة
هو مصطفى بن محمد بن صالح بن عبد القادر بن محمد فرّوخ، ولد في محلة البسطة التحتا في بيروت عام 1901. في سنة 1924 سافر إلى روما وقد وصف في مذكراته «طريقي إلى الفن» العقبات التي واجهها لحمله على العدول عن السفر فقال: «وقد دخلت يوماً البيت فوجدت بعض النسوة من الجيران، وأنا ما كان لي علاقة بإحداهن يوماً، وقد جلسن إلى والدتي، ومنذ أن دخلت وسلمت بادرنني قائلات: شوف يا ابني أنتَ بعدك صغير ما بتعرف شو في بالدني، شو بدَّك بالسفر لبلاد ما بتعرفها، أمك مرا كبيرة، أحسن هالمُصريات ما تصرفهم بالسفر، ما إلو عازة، عمّر بيت فيهم أو شوف لك بنت حلال تزوجها ...، فأجبتهنّ بإيجاز: هذا شيء يخصني وحدي، وأنا ما كلّفت أحداً بالتدخل في شؤوني، لا سيما والمال مالي، فأنا حرّ في التصرف به، وأنا أعرف متى أتزوج ومتى أبني بيتاً».
توفي يوم 16 شباط سنة 1957 بعد مرض شديد.

## أعماله
إلى جانب تميزه في فن التصوير والرسم والكاريكاتير، كان ناقداً فنياً ثاقب البصيرة، ومؤرخاً فنياً متعمقاً في فنون الغرب والشرق معاً. ترك مئات اللوحات بمختلف التقنيات بيعت في لبنان والخارج. وترك كتباً مطبوعة:
1. رحلة إلى بلاد المجد المفقود: دراسة لفن العمارة والزخرفة في الأندلس.
2. قصة إنسان من لبنان: سيرة حياته بشكل قصصي.
3. الفن والحياة: مجموعة مقالات في الفن وارتباطه بالحياة.
4. طريقي إلى الفن: نقد فني في صيغة السيرة الذاتية وتاريخ الفنون.
5. وجوه العصر: رأيه في فن الكاريكاتور وصور لمعظم أعماله الكاريكاتورية.

وترك مخطوطة «صوت الحق» (آراؤه السياسية في حقبة الاستقلال، بنقد لاذع لسياسة تلك الحقبة وساستها). كما ترك مفكرة يومية تتضمن مذكراته وآراءه في الفن والمجتمع والوسط السياسي وحال البلاد والعباد، في حقبة مفصلية من تاريخ لبنان. فهو عايش نهاية العصر العثماني والحرب العالمية الأولى، ثم حقبة الانتداب الفرنسي وقيام دولة لبنان الكبير والمؤسسات، فالانتقال إلى مرحلة الاستقلال من سنة 1943 حتى وفاته سنة 1957.
درّس الرسم فترة طويلة: في الجامعة الأميركية في بيروت، ودار المعلمات الرسمية، ومدرسة مار افرام (زحلة، وكان على رأسها الشاعر سعيد عقل)، وألقى العديد من المحاضرات حول الفن والحياة والمجتمع في الندوة اللبنانية. وعرضت لوحاته متاحف ومعارض عالمية في روما وفرنسا ونيويورك وغيرها، ودخل اسمه (سنة 1950) في قاموس الفن العالمي.